# Phaonia mimobitrigona
Phaonia mimobitrigona är en tvåvingeart som beskrevs av Xue 1988. Phaonia mimobitrigona ingår i släktet Phaonia och familjen husflugor. Inga underarter finns listade i Catalogue of Life.